# إفايلو شوشيف
إفايلو شوشيف (بالبلغارية: Ивайло Чочев) (18 فبراير 1993 بلفن بلغاريا - ) هو لاعب كرة قدم بلغاري، يلعب كلاعب وسط.

## روابط خارجية
- إفايلو شوشيف على موقع الاتحاد الدولي (مؤرشف)  (الإنجليزية)
- إفايلو شوشيف على موقع الاتحاد الأوربي (الإنجليزية)
- إفايلو شوشيف على موقع قاعدة بيانات كرة القدم.إي يو (الإنجليزية)
- إفايلو شوشيف على موقع ناشيونال فوتبول تيمز (الإنجليزية)
- إفايلو شوشيف على موقع Soccerway.com (الإنجليزية)
- إفايلو شوشيف على موقع AS.com (الإسبانية)